# Friedrich David Lenz
Friedrich David Lenz (Serben, ma Dzērbene, Lettország, 1745. szeptember 20. – Dorpat, ma Tartu, Észtország, 1809. december 16.) balti német evangélikus lelkész, a Tartui Egyetem első észt és finn tanára

## Élete
Christian David Lenz livóniai lelkész és annak második felesége, Dorothea Lenz (született: Dorothea Neoknapp, 1721-1778) gyermeke. Testvére volt Jakob Michael Reinhold Lenz, a Sturm und Drang jeles írója. Középiskolai tanulmányait Dorpatba végezte, majd 1762 és 1764 közt teológiát hallgatott a Königsbergi Egyetemen. Kandidátusi vizsgája után Revalban (ma Tallinn) lett magántanár, majd 1767-ben történt felszentelése után Tarvastu lelkésze lett. 1779-től a tartui Szent János-templom főpásztora lett. Ebben a minőségében tartotta 1802. április 21.-én (Julián-naptár szerint) ünnepélyes prédikációját a Tartui Egyetem újbóli megnyitása alkalmából (az egyetem szinte az egész 18. században zárva volt). Az 1803-as újjáalapítással létrehozták az észt és a finn tanszéket is, amelyek a maguk nemében világszerte az elsők voltak, ide értve Finnországot is.
Lenz egyházi teendői mellett 1803-től az egyetem finn és észt tanári tisztét is elvállalta. Ez elsősorban az evangélikus lelkészek nyelvtanítására vonatkozott, s nem állt közvetlenül kapcsolatban a nyelvészettel. Az általa használt tankönyv August Wilhelm Hupel nyelvtana volt, ez volt az egyik jelentős oka annak, hogy a munka 1818-ban újra megjelent. Tanítványai közt volt Johann Heinrich Rosenplänter, valamint későbbi utódai az egyetemen, Georg Philipp August von Roth és Johann Samuel Friedrich Boubrig. Az észt nyelven megjelenő írások cenzoraként is tevékenykedett, de tevékenysége nem korlátozta az észt sajtót.

## Munkái
- Vaterländische Predigten über alle Sonn- und Festtags-Evangelien durchs ganze Jahr. Seinem Vaterlande zum häuslichen Gottesdienst und Erbauung gewidmet. Zweyte verbesserte und vermehrte Auflage. Erster Theil. Dorpat: Grenzius 1794.
- Livländische Lese-Bibliothek, eine Quartalsschrift zur Verbreitung gemeinnütziger, vorzüglich einheimischer Kenntnisse in unserem Vaterlande 1–4. Dorpat: Grenzius 1796. 128 + 144 + 142 + 144 oldal.

## Fordítás
- Ez a szócikk részben vagy egészben  a   Friedrich David Lenz című német Wikipédia-szócikk ezen változatának fordításán alapul.  Az eredeti cikk szerkesztőit annak laptörténete sorolja fel. Ez a jelzés csupán a megfogalmazás eredetét és a szerzői jogokat jelzi, nem szolgál a cikkben szereplő információk forrásmegjelöléseként.